# Valentin Jeriomenko
Valentin Jeriomenko (Visaginas, 19 febbraio 1989) è un calciatore lituano, centrocampista svincolato.

## Carriera
In carriera ha giocato 10 partite nei turni preliminari di Europa League, tutte con il Riteriai.